# منتخب الإمارات العربية المتحدة لهوكي الجليد
منتخب الإمارات العربية المتحدة الوطني لهوكي الجليد هو منتخب وطني يمثل الإمارات في منافسات هوكي الجليد الدولية، بدأ منافساته في سنة 2007، نافس في بطولة العالم لهوكي الجليد 7 مرات، كما نافس في الألعاب الآسيوية الشتوية 3 مرات، ونافس أيضاً في البطولة العربية لهوكي الجليد في سنة 2008 وفاز بلقب تلك البطولة، نافس أيضاً في كأس التحدي الآسيوي لهوكي الجليد 9 مرات وفاز مرتين باللقب، كما نافس 4 مرات في بطولة الخليج لهوكي الجليد وفاز 4 مرات باللقب، يحتل حالياً التصنيف السابع والأربعين على العالم.
في عام 2022 فاز منتخب الإمارات لهوكي الجليد، بلقب بطولة كأس العالم للمستوى الثالث والتي أقيمت في لوكسمبورغ
وفي عام 2023 فاز منتخب الإمارات لهوكي الجليد، بلقب بطولة كأس العالم للمستوى الثاني، والتي جرت قي تركيا بعد أن فاز على منتخب المكسيك ليحقق فوزاً عالمياً لدولة الإمارات.
في عام 2024حقق منتخب الإمارات لهوكي الجليد فوزه الأول في بطولة كأس العالم المستوى الثاني«A»في مدينة بلغراد الصربية .